# 圣剑传说 玛娜崛起
《圣剑传说 玛娜崛起》是史克威尔艾尼克斯和娱匠开发，史克威尔艾尼克斯发行的日式动作角色扮演游戏，对应iOS、Android和PlayStation Vita平台。移动电话版2014年发行、Vita版2015年发行。这是圣剑传说系列第11款游戏，情节和系列其他游戏无关独立。游戏使用类同系列早期作品的动作式系统，并采用手机游戏常见的免费游玩模式。故事讲述天使和恶魔两名角色落入人界后，为求生存合为一体，寻找回到天界之路的故事。
游戏从2012年起开发，制作人为参与多款系列游戏的小山田将，他想制作一款真正的、受众面更广系列作品。游戏借鉴了《圣剑传说2》的多人模式，采用Photon Server中间件开发。艺术总监是首次参与系列的铃木裕之，角色和怪物设计由Taiki和村山龙大负责。游戏配乐由关户刚领衔的团队谱写，主题曲由唱作人Kokia创作演唱。
游戏首次公布于2014年2月，次月登陆iOS，Android版数月后推出，Vita移植版于次年发行。手机版2015年4月的活跃用户超200万，Vita版2015年8月时下载量达15万。评论反响总体正面：评论主要称赞游戏画面、故事和系统，但也有观点称游戏不配当圣剑传说作品。史克威尔艾尼克斯于2016年3月停止服务，并谋求以其它形式发布游戏。

## 玩法
《圣剑传说 玛娜崛起》是动作角色扮演游戏，玩家控制合为一体的两名主角：角色的性别和名字可以在游戏开始前自定。角色有天使和恶魔两种形态，玩家可在游戏中切换；非玩家角色（NPC）对不同角色形态，会露出不同想法或做出不同反应，故玩家要切换角色形态来推进故事。游戏采用免费模式，玩家可免费下载游玩，但一些游戏道具必需付费购买。角色据点是小村庄的一间房子，玩家可在房中检查信件，设定装备品和武器。玩家可通过镇中的留言板进入社交模块。玩家可在镇里NPC经营的工坊中，用游戏货币加工制作新武器和装备，并买卖不同游戏道具。
游戏有四类任务，大多从NPC处获得。主线任务完成可推动故事，限时任务时刻一过就会消失，挑战任务需要清剿大批敌人，突袭战则是挑战头目。任务要部分耗费玩家“行动力”或“精神力”，随现实时间流逝，二者会逐渐恢复。购买宝石可快速恢复力量，此外角色升级时力量也会完全恢复。完成剧本与任务、或解放新任务时，游戏地图会自动更新。玩家确定任务后可选择带上一只“宠物”，宠物可辅助玩家战斗并提升能力值。
《玛娜崛起》采用类似其它圣剑传说游戏的动作式战斗系统：玩家即时移动与发出动作，战场则按真实比例渲染。战胜后打开掉落宝箱可获得道具或新宠物。角色可在战斗中攻击、切换形态发动不同攻击，并准确闪避敌方攻击。战斗界面右下角显示可用能力。能力发动后有一段冷却期，玩家待冷却计量表归零后，才能再次发动该能力。游戏有剑、枪、弓三类武器，装备武器后可使用对应技能。武器有元素属性，攻击克制元素敌人的效果拔群，同理武器元素被克制效果会削弱。突袭战可以单人作战，也可由至多八人联网共同战斗。

## 梗概

### 设定与角色
故事采用圣剑传说风格的高度奇幻设定，分为天界和人界。天界分为敌对的两面，光之面拉斯塔和暗之面达库拉，两边在无休止的战争。游戏两名主人公一直在互相战斗。游戏有两名重要角色，天使之高级战士比夫拉和恶魔之高级战士屠龙，皆为各自种族的长官。另一重要角色是“时间女神”佛伦。按游戏总监所言，佛伦不是完整意义上的女神，世界的真正女神应当说是“玛娜”本身。

### 故事
游戏以两名主角阿莉婭〈配音：佐倉綾音〉與梵〈配音：梶裕貴〉在玛娜之树前战斗开场，他们在玛娜之瀑旁衝突时落入人界。因二人在人界力量大幅削弱，他们决定先合为一体，節省力量寻找返回天界的路。途中他们成為某村落的守护者。二人后成为神秘玛娜之剑的继承人。主线战斗分章节推出。首场主要战斗是挑战佛伦，主線全20章。此后新战斗任务是玩家以玛娜之剑解决威胁。游戏最后二人在玛娜之树对战佛伦、比夫拉和屠龙。战后佛伦和玛娜解释道，他们制造事件将他们带到一起，来铺设拉斯塔和达库拉的和平之路，佛伦接着表示自己愿意消失。旅程中结为好友的二人答应会带来和平，返回了自己的领域。

## 开发
《玛娜崛起》是史克威尔艾尼克斯制作人小山田将的点子，他一直在公司移动部门工作，参加过《圣剑传说 ～最终幻想外传～》和《圣剑传说2》手机版的移植。在拜访系列制作人石井浩一后，小山田获系列“正统后继者”的认可。小山田打算制作一款动作角色扮演游戏，但当时手机游戏潮流是社交和卡牌类游戏，他制作者和爱好者视点的冲突感到担忧。主要制作人员有小山田、总监八木正人和艺术总监鈴木裕之，其中铃木参与过最终幻想系列。八木在原版《玛娜崛起》发行后负责剧本，小山田和后来加入的琢磨尚文共同负责运营。开发始于2012年7月，游戏以Unity引擎制作。除史克威尔艾尼克斯员工外，日本开发商娱匠也参与了主要制作，Fixer保障服务器安全并提供技术支持。主人公和部分NPC由日本画师Taiki设计，村山龙大设计NPC和怪物。内部设计师大乐昌彦设计关键插画，原系列主插画师矶野宏夫已故于2013年。小山田要求大乐仿照矶野的风格创作点描画。标题“Rise”象征复兴圣剑传说品牌。
《玛娜崛起》希望吸引更多用户，包括只接触过2006年《圣剑传说4》之人。主角可在天使和恶魔间切换的理念由八木提出，但最初构思为两人各有身体，未受控制的角色由游戏人工智能操作。团队用Photon Server中间件开发多人游戏部分。团队起初打算自制中间件，但一整年的耗时会威胁项目生存。团队寻找合适的中间件时联系了Fixer，他们给出了Photon Server等几个选择。团队试过Photon Server并在两个月内解决了所有开发问题，中间件自带安全结构且规格和游戏相称，受到项目工程师的青睐。《玛娜崛起》是首款应用Photon Server的日本游戏。因Android图形能力更高，团队为iOS和Android分别制作了设计规范。团队开发早期阶段希望重现《圣剑传说2》的多人游戏元素。他们开始想为普通任务加入多人模式，但迫于战斗空间占据过多，而削减到仅限突袭战。Photon Server能完全渲染其他玩家角色，因此游戏不必以透明影子表示其他角色。
团队在2014年游戏服务运营前不久，就着手制作PlayStation Vita移植版。团队和索尼合作开发作品，他们想营造如同手机版质量的体验，还要将操作方式从触摸屏改为按键摇杆，尽管他们和游戏机商索尼合作开发，却遇到许多制作困难。员工就使用圣剑传说品牌有所争议，小山田没有接受开发全新游戏的提议，而是决定为主机重制《玛娜崛起》。索尼提出项目时，Unity对Vita尚属新技术，不能全效利用平台的处理能力。此外制作人员也没用过Vita版的Unity。团队要求同索尼与Unity Technologies两边合作优化引擎，保障游戏能在新平台上运行。Vita版消息公开时游戏才已完成初步开发，不过开发正在按计划进行。此后因性能方面的技术问题，游戏延期到次年发行。

### 音乐
《玛娜崛起》配乐由多人谱写，主作曲人为关户刚。有三名作曲家曾参与过圣剑传说系列配乐，分别是：伊藤贤治（《圣剑传说 ~最终幻想外传~》、《玛娜之子》、《圣剑传说4》），菊田裕树（《圣剑传说2》、《圣剑传说3》）和下村阳子（《玛娜传说》、《玛娜英雄》）团队成员还有音频工程师山中康央。全部28首曲目中，关户谱写21曲，伊藤、菊田和下村各贡献一曲。原声收录了系列主题曲《Rising Sun》的钢琴改编版。山中康央担任音频总监，poro@lier操刀《Rising Sun》和游戏主题曲的钢琴改编。
游戏主题歌《Believe in the Spirit》由日本唱作人Kokia作词、作曲并演唱。她创作歌曲前对圣剑传说系列知之甚少。和之前的电子游戏作曲经历相同，Kokia先直接玩游戏、并查看游戏世界背景资料，在了解游戏氛围后再动手。她创作《Believe in the Spirit》时希望能感染玩家和制作团队两方。曲目用到弦乐、锡笛、音响吉他和打击乐器。窪田美奈担当编曲。
《圣剑传说 玛娜崛起 原声音乐》2014年4月24日以史克威尔艾尼克斯音乐厂牌出版。RPGFan的安德鲁·巴克尔对专辑审慎支持 ：他称《Believe in the Spirit》在听众间两极分化，但却能唤起对早先圣剑传说游戏的回忆。其它原声总体获得称赞：他认为前半宁静的旋律杰出、感染力强，后面活泼的曲目则充满不同类型的活力。他称《The Drip Drip Drip of Memory》等部分曲目相当平淡、易遭遗忘。巴克尔整体对比了该作和《最终幻想XII》的音乐，并向《最终幻想XII》的爱好者表示推荐；他总结称专辑虽有不引人注目的曲目，但总体而言不错。Video Game Music Online的克里斯·格林宁打出5星之2.5星，他主要称赞伊藤、下村等客座谱曲人的曲目。他虽然对关户一改传统乐风表示称赞，但认为其结果相当一般，有些曲目没有适当的感情推力，还有些则“堕入平淡”。他称赞《Believe in the Spirit》在回避J-pop元素同时紧密结合了凯尔特风，认为其可比《异度装甲》主题去。格林宁总体认为，专辑制作价值优良、大大胜过其它手机游戏原声，但多数曲目没有系列前作般的情感冲击。许多游戏评论也称赞了原声。

## 发行
游戏商标的注册初次揭示了它的存在。欧洲和北美区也注册了类似的商标。史克威尔艾尼克斯在2014年2月某期《Fami通》上首次正式宣布游戏。iOS版游戏服务于2014年3月6日开始。Android版在三个多月后的6月25日发布。2014年下半年的消息公布了游戏的Vita版，当时预定游戏在同年第四季度推出。然而Vita移植版因技术困难，发售日延期到翌年，最终于2015年5月14日发行。先前注册的商标5月10日生效。
《玛娜崛起》生命周期中同手机与其他平台上的多款作品联动，包括《最终幻想Agito》、《勇气默示录》、《最终幻想战略版 狮子战争》、《圣剑传说 ～最终幻想外传～》和《扩散性百万亚瑟王》。史克威尔艾尼克斯2016年1月发布新闻稿称，《玛娜崛起》会在3月31日停止全平台服务。他们称，内容质量和收入的平衡，加上后续内容创作问题，让他们确定游戏将不再盈利。公司终结了免费游戏，但也在为作品谋求其它销售方式。史克威尔艾尼克斯在游戏关闭前推出了终章故事，并于3月28日在日本YouTube频道在线发布了最后的影片。

## 评价
《玛娜崛起》运营前几天有50万活跃玩家。注册玩家推出一个月内达100万。小山田在采访中称，游戏销量随高性能移动设备的推出而上升。智能手机版注册用户2015年5月时达200万。Vita版本取得相似成功：游戏下载量在发行前两月达10万，次月这一数字又上升5万。
日本评论对作品反应总体正面。《Fami通》籠統地讚揚了多个方面，但认为道具管理和武器製造引人困惑，辜负了圣剑传说系列的遗产。《Fami通》称赞Vita移植版总体易玩，使用了圣剑传说系列要素，但对按键布局表示批评。AppGet的高野京介称赞游戏系统和图形，並認為遊戲在加入社交元素的同時，守住了角色扮演要素。4Gamer.net称赞游戏多样的控制选项、自由的游戏性以及遊戲畫面。作者舊型号手机图形和處理能力跟不上，建議在配置較高移动设备上游玩。
西方媒体人的观点和大多日本评论者观点相仿。技术网站Tech in Asia的克里斯多夫·艾莉森高度评价了游戏，称他前一次的这般体验是在1998年的《塞尔达传说 时之笛》：他称虽然触控有时蹩脚，但战斗系统非常有趣，他还将游戏环境比作“精彩的画作”。Touch Arcade的肖恩·马斯葛雷夫在前瞻评论中，给了图形和系统类似评价，他希望史克威尔艾尼克斯能明智对待、面向海外。凯利·布恩斯凯尔在Nintendo Life的文中称故事“迷人”，对图形和系统的评论也类似。她称游戏总体品质在同类游戏中露出头角。